# Pertussistoxin
Pertussistoxin (PT) är ett proteinbaserat exotoxin som utsöndras av bakterien Bordetella pertussis. Toxinet gör att epitelvävnaden i de övre luftvägarna blir känsliga för histamin och serotonin, och orsakar kikhosta hos den patient som infekterats med bakterien. Forskning tyder på att PT kan ha en terapeutisk roll vid behandling av ett antal vanliga mänskliga sjukdomar, inklusive högt blodtryck, virusinfektion och autoimmunitet.

## Historik
PT spelar helt klart en central roll i patogenesen av kikhosta även om detta upptäcktes först i början av 1980-talet. Uppkomsten av kikhosta kom ganska nyligen, jämfört med andra epidemiska infektionssjukdomar. Det tidigaste omnämnandet av kikhosta är ett utbrott i Paris 1414. Detta publicerades i Moultons The Mirror of Health, 1640. En annan epidemi av kikhosta ägde rum i Paris 1578 och beskrevs av en samtida observatör, Guillaume de Baillou. Kikhosta var välkänd i hela Europa vid mitten av 1700-talet. Jules Bordet och Octave Gengou beskrev år 1900 upptäckten av en ny "äggformad bacill" i sputumet på ett 6 månader gammalt spädbarn med kikhosta. De var också de första att odla Bordetella pertussis vid Pasteurinstitutet i Bryssel 1906.
En skillnad mellan de olika arterna av Bordetella är att B. pertussis producerar PT och de andra arterna inte. Bordetella parapertussis uppvisar mest likhet med B. pertussis och användes därför för forskning för att fastställa PT:s roll för att orsaka de typiska symtomen vid kikhosta. Råttstudier visade utvecklingen av paroxysmal hosta, en egenskap för kikhosta, inträffade hos råttor infekterade med B. pertussis. Råttor infekterade med B. parapertussis eller en PT-defekt mutant av B. pertussis visade inte detta symptom och ingen av dessa två stammar producerade PT.

## Stuktur

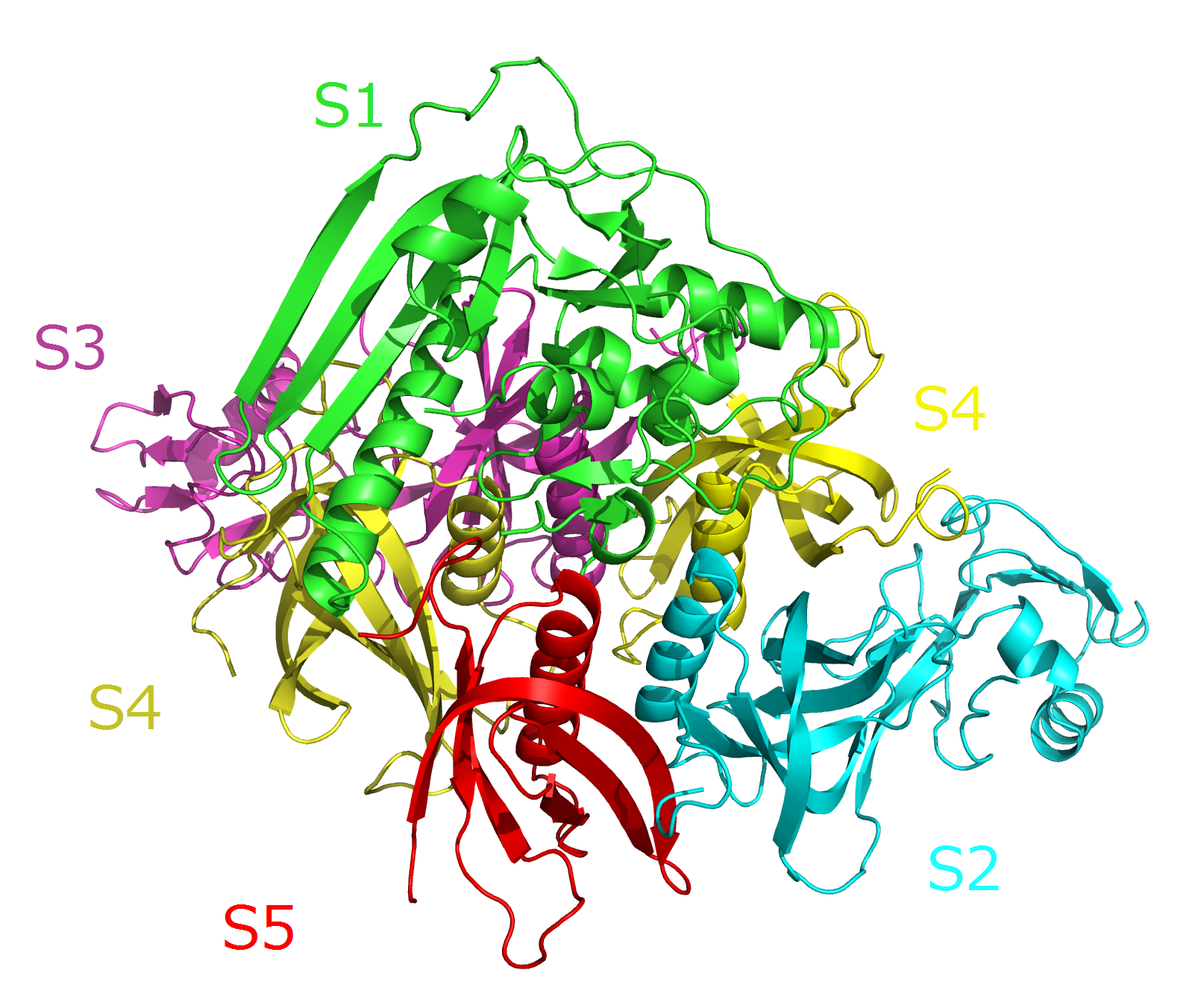
Kristallstrukturen av pertussis toxin – underenhet 1.

En stor grupp av bakteriella exotoxiner hänvisas till som "A/B-toxiner", i huvudsak eftersom de bildas av två underenheter. "A"-underenheten har enzymaktivitet och överförs till värdcellen efter en konformationsförändring i den membranbundna transport-"B"-underenheten. Pertussistoxin är ett exotoxin med sex underenheter (som kallas S1 till S5 - varje komplex innehåller två kopior av S4). Underenheterna är ordnade i AB-struktur: A-komponenten är enzymatiskt aktiv och bildas från S1-subenheten, medan B-komponenten är den receptorbindande delen och består av underenheter S2–S5. Underenheterna kodas av ptx-gener som kodas på ett stort PT-operon som även inkluderar ytterligare gener som kodar för Ptl-proteiner. Tillsammans bildar dessa proteiner PT-sekretionskomplexet.

## Mekanism för patogenes
PT frisätts från B. pertussis i en inaktiv form. Efter PT-bindning till en cellmembranreceptor tas den upp i en endosom, varefter den genomgår retrograd transport till trans-Golgi-nätverket och endoplasmatiskt retikulum. Vid någon tidpunkt under denna transport aktiveras A-underenheten (eller protomeren), kanske genom inverkan av glutation och ATP. PT katalyserar ADP-ribosyleringen av ai-underenheterna av det heterotrimera G-proteinet. Detta förhindrar G-proteinerna från att interagera med G-proteinkopplade receptorer på cellmembranet, vilket stör intracellulär kommunikation. Gi-underenheterna förblir låsta i sitt GDP-bundna, inaktiva tillstånd, och kan således inte hämma adenylatcyklasaktivitet, vilket leder till ökade cellulära koncentrationer av cAMP. 
Ökad intracellulär cAMP påverkar normal biologisk signalering. Toxinet orsakar flera systemiska effekter, bland annat en ökad frisättning av insulin, vilket orsakar hypoglykemi. Huruvida effekterna av pertussistoxin är orsak till den paroxysmala hostan är fortfarande (2010) okänt.
Som ett resultat av denna unika mekanism har PT också blivit allmänt använt som ett biokemiskt verktyg för att ADP-ribosylera GTP-bindande proteiner i studiet av signaltransduktion. Det har också blivit en viktig komponent i nya acellulära vacciner.

## Effekter på immunförsvaret
PT har visat sig påverka det medfödda immunförsvaret. Det hämmar den tidiga rekryteringen av neutrofiler och makrofager och stör den tidiga kemokinproduktionen och hämningen av neutrofil kemotaxi. Kemokiner är signalmolekyler som produceras av infekterade celler och attraherar neutrofiler och makrofager. Neutrofil kemotaxi tros störas genom att hämma G-proteinkopplade kemokinreceptorer genom ADP-ribosylering av Gi-proteiner.
På grund av de störda signalvägarna kommer syntesen av kemokiner att påverkas. Detta kommer att förhindra den infekterade cellen från att producera dem och därigenom hämma rekryteringen av neutrofiler. Under normala omständigheter producerar alveolära makrofager och andra lungceller en mängd olika kemokiner. PT har visat sig hämma den tidiga transkriptionen av keratinocythärledd kemokin, makrofaginflammatoriskt protein 2 och LPS-inducerat CXC-kemokin. Så småningom orsakar PT lymfocytos, en av de systemiska manifestationerna av kikhosta.
PT, en avgörande virulensdeterminant för B. pertussis, kan passera blod-hjärnbarriären genom att öka dess permeabilitet. Som ett resultat kan PT orsaka allvarliga neurologiska komplikationer, men nyligen (2010) har det visat sig att medicinsk användning av pertussistoxin kan främja utvecklingen av regulatoriska T-celler och förhindra autoimmuna sjukdomar i centrala nervsystemet, som multipel skleros.

## Metabolism
PT är känt för att sönderfall i två delar i endoplasmatisk retikulum (ER): den enzymatiskt aktiva A-underenheten (S1) och den cellbindande B-underenheten. De två underenheterna separeras genom proteolisk klyvning. B-underenheten kommer att genomgå ubiquitinberoende nedbrytning av 26S- proteasomen. Emellertid saknar A-underenheten lysinrester, som är väsentliga för ubiquitinberoende nedbrytning. Därför kommer PT-underenhet A inte att metaboliseras som de flesta andra proteiner.
PT är värmestabilt och proteasresistent, men när A och B väl separeras ändras dessa egenskaper. B-underenheten förblir värmestabil vid temperaturer upp till 60 °C, men den är känslig för proteinnedbrytning. PT underenhet A, å andra sidan, är mindre mottaglig för ubiquitinberoende nedbrytning, men är instabil vid en temperatur på 37 °C. Detta underlättar utvecklingen av proteinet i ER och lurar cellen att transportera A-underenheten till cytosolen, där normalt oveckade proteiner kommer att markeras för nedbrytning. Så den ovikta konformationen kommer att stimulera ERAD-medierad translokation av PTA till cytosolen. Väl i cytosolen kan den binda till NAD och bilda ett stabilt, veckat protein igen. Att vara termiskt instabil är också akilleshälen för PT-underenhet A. Som alltid finns det en jämvikt mellan det vikta och ovikta tillståndet. När proteinet vecklas ut är det känsligt för nedbrytning av 20S-proteasomen, som endast kan bryta ned oveckade proteiner.

## PT och vacciner
Sedan introduktionen av kikhostevaccin på 1940- och 1950-talen har olika genetiska förändringar beskrivits kring kikhostegiftet.

### Uppkomsten avptxP3
ptxP är pertussistoxinets promotorgen. Det finns en väldokumenterad uppkomst och global spridning av ptxP3-stammar som utvecklas från och ersätter de naturliga ptxP1-stammarna, förknippad med en ökad produktion av toxinet, och därmed en ökad virulens.  Sådan spridning har dokumenterats i flera länder, även Sverige, och ibland men inte alltid kopplad till uppkomsten av pertussis i slutet av 1900-talet.